# Fascia (Italie)
Fascia est une commune italienne de la ville métropolitaine de Gênes dans la région Ligurie en Italie.
La ville est située sur les pentes du mont Carmo, qui sépare la vallée de la Trebbia de celle de la Borbera.

## Administration
| Période                                  | Période | Identité | Étiquette | Qualité |
| ---------------------------------------- | ------- | -------- | --------- | ------- |
|                                          |         |          |           |         |
| Les données manquantes sont à compléter. |         |          |           |         |

### Hameaux
Carpeneto, Cassingheno

### Communes limitrophes
Carrega Ligure, Fontanigorda, Gorreto, Montebruno, Propata, Rondanina, Rovegno